# Moezyna

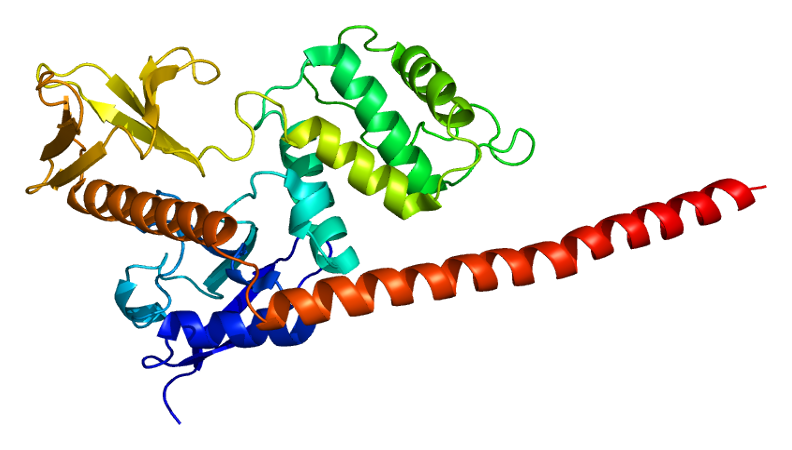
Trzeciorzędowa struktura moezyny

Moezyna – białko występujące w organizmie człowieka kodowane przez gen MSN znajdujący się na chromosomie X (locus Xq11.1).
Moezyna jest obok ezryny i radyksyny częścią rodziny białek ERM które pełnią rolę molekularnych łączników między filamentami aktynowymi a białkami zakotwiczonymi w plazmalemmie. Jest jedynym z tej rodziny białkiem występującym także u muszki owocowej.  
Bierze także udział w procesach wzajemnego rozpoznawania się komórek.

## Stwierdzone oddziaływania
Moezyna wchodzi w interakcje z następującym cząsteczkami: CD43, NCF1, VCAM-1, NCF4, ICAM3 oraz ezryna.